# Синякова, Катерина
Катери́на Синяко́ва (чеш. Kateřina Siniaková; род. 10 мая 1996[…], Градец-Кралове, Чехия[…]) — чешская теннисистка. Первая ракетка мира в парном разряде; обладательница карьерного Большого шлема в женском парном разряде (всего десять титулов); победительница одного турнира Большого шлема в миксте (Уимблдон-2025); победительница Итогового турнира WTA (2021) в парном разряде; победительница 35 турниров WTA (из них пять — в одиночном разряде); двукратная чемпионка Олимпийских игр (2020 — в женском парном разряде, 2024 — в миксте); обладательница Кубка Федерации (2018) в составе сборной Чехии.
В юниорах: победительница трёх юниорских турниров Большого шлема в парном разряде; финалистка одного юниорского турнира Большого шлема в одиночном разряде (Открытый чемпионат Австралии-2013); финалистка одиночного турнира Orange Bowl (2012); бывшая вторая ракетка мира в юниорском рейтинге.

## Общая биография
Мать Гана — гражданка Чехии, бухгалтер, отец Дмитрий — гражданин России, в прошлом боксёр. У Катерины также есть младший брат Даниэль.
Синякова в теннисе с пяти лет, любимое покрытие — хард. Детский кумир в спорте — Мария Шарапова.

## Спортивная карьера

### Юниорские годы

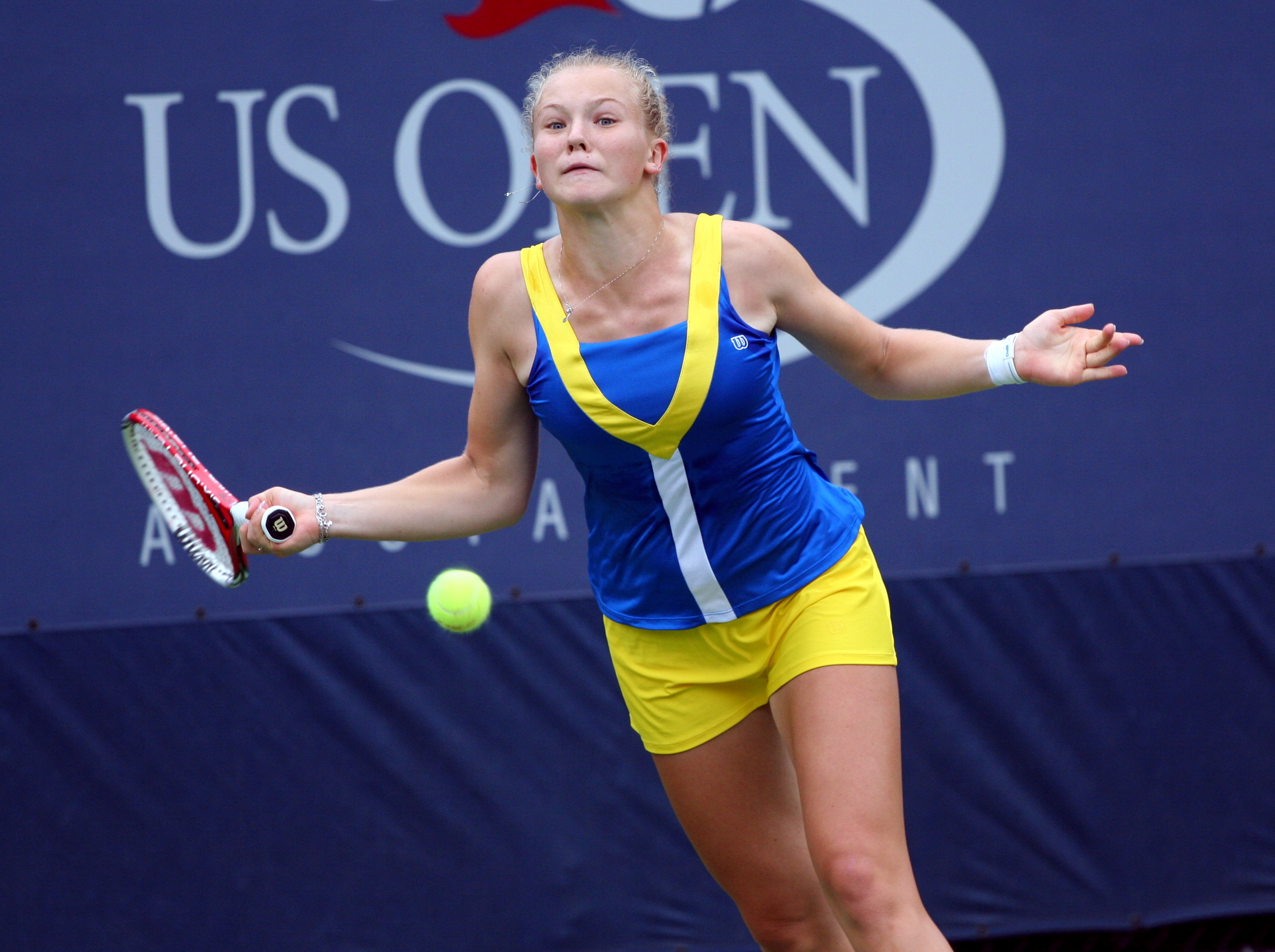
Синякова на юниорском Открытом чемпионате США 2012 года

Синякова быстро обратила на себя внимание тренеров национальной федерации, регулярно призываясь в чешские сборные различных возрастов. В 2010 году она переехала из родного Градец-Кралове в Прагу, став тренироваться в местном ТК «Спарта», где в тот момент работали и многие ведущие игроки страны. В июле того года состоялся дебют Катерины в туре старших юниоров — на небольшом соревновании в Пльзене, где она сразу смогла выиграть несколько матчей как в одиночном, так и в парном разряде. Постепенно набираясь опыта игр на подобном уровне и вместе с тренерами подстраивая свои возможности под новые условия матчей, чешка поднималась в местной табели о рангах и к 2012 году стала заметно более серьёзным оппонентом для лидеров своего возраста.
Весной того года Синякова выиграла свой первый титул на соревнованиях высшей категории — на миланском GA, переиграв в финале Антонию Лоттнер; далее последовал дебют на юниорских турнирах Большого шлема — на Ролан Гаррос, где Синякова добралась до четвертьфинала, уступив Анне Каролине Шмидловой. Следующий всплеск результатов случился осенью, когда чешка выиграла GA в Осаке, а также сыграла в полуфинале Eddie Herr International и Orange Bowl, оба раза уступив Ане Конюх. Противостоянием с хорваткой закончился и первый турнир Большого шлема следующего сезона — в Австралии; где финал с Конюх вновь сложился не в пользу Синяковой. До конца сезона Синякова ещё трижды штурмовала турниры Большого шлема, но до титульного матча ни разу не добралась. Неудачи в одиночном разряде позволили больше играть парные состязания, где Катерина в 2013 году весьма преуспела, выиграв вместе с соотечественницей Барборой Крейчиковой чемпионат Европы, а также три титула на турнирах Большого шлема — во Франции, Великобритании и США. Высшим достижением чешки в юниорском рейтинге стала вторая строчка, занятая ею вскоре после финала на Orange Bowl.

### Начало взрослой карьеры
В июне 2012 года Синякова приняла участие в небольшом турнире ITF в Яблонце, где сходу выиграла матч в основной сетке одиночного турнира, а в дуэте с Викторией Кан завоевала парный титул, не проиграв ни одного сета. Осенью и зимой матчи на подобном уровне продолжились, в марте 2013 года из квалификации был выигран зальный 10-тысячник цикла ITF в Фрауэнфельде. Далее Синякова дебютировала в WTA-туре. На крупном турнире в Майами получила специальное приглашение в квалификацию и преодолела её, а на 50-тысячнике в Оспри добралась до полуфинала, взяв верх над Александрой Каданцу и Ириной Фалькони.
На 75-тысячнике в Трнаве Синякова вышла в четвертьфинал, переиграв Дину Пфиценмайер и Кристину Плишкову; но далее чешка некоторое время больше преуспевала в паре, трижды побывав в июне — августе в финалах 25-тысячников и взяв два титула. На рубеже лета и осени Синякова выдала двенадцатиматчевую беспроигрышную серию, вместившую в себя и два выигранных 25-тысячника ITF. Поздней осенью к этому были добавлены пара четвертьфиналов на 75-тысячниках (в Барнстапле и Шарм-эш-Шейхе) и ещё один выигранных 25-тысячник. В паре вместе с Анной Моргиной Синякова добралась до финала во всё том же 75-тысячнике в Египте.
В начале 2013 года на открытом чемпионате Австралии Синякова впервые приняла участие в квалификации взрослого турнира Большого шлема и преодолела её, дебютировав в основной сетке. Весной и большей частью лета Синякова добивалась лишь локальных успехов, основную массу выигранных матчей добывая на турнирах ITF, а на соревнованиях WTA, даже попадая в основу, крайне редко проходя хотя бы круг. Ситуация стала постепенно улучшаться к началу августа: сначала в паре, где Синякова до конца сезона побывала в трёх финалах соревнований WTA (взяв два титула и отметившись несколькими победами над сильными дуэтами), а затем и в одиночном разряде. Первым успехом на этом пути стал выход в финал турнира в Станфорде (вместе с Паулой Каней), где европейки переиграли будущего участника Итогового турнира того года — альянс Ракель Копс-Джонс / Абигейл Спирс; позже, осенью, вместе с Александрой Крунич и Ренатой Ворачовой были взяты турниры WTA в Ташкенте и серии WTA 125 в Лиможе. Поздней осенью Синякова выиграла 50-тысячник в Нанте и дошла до полуфинала соревнования премьер-серии в Москве. Успехи второй половины года позволили войти и закрепиться в первой сотне обоих рейтингов.

### 2015—2017 (первый одиночный титул WTA и парный финал в США)

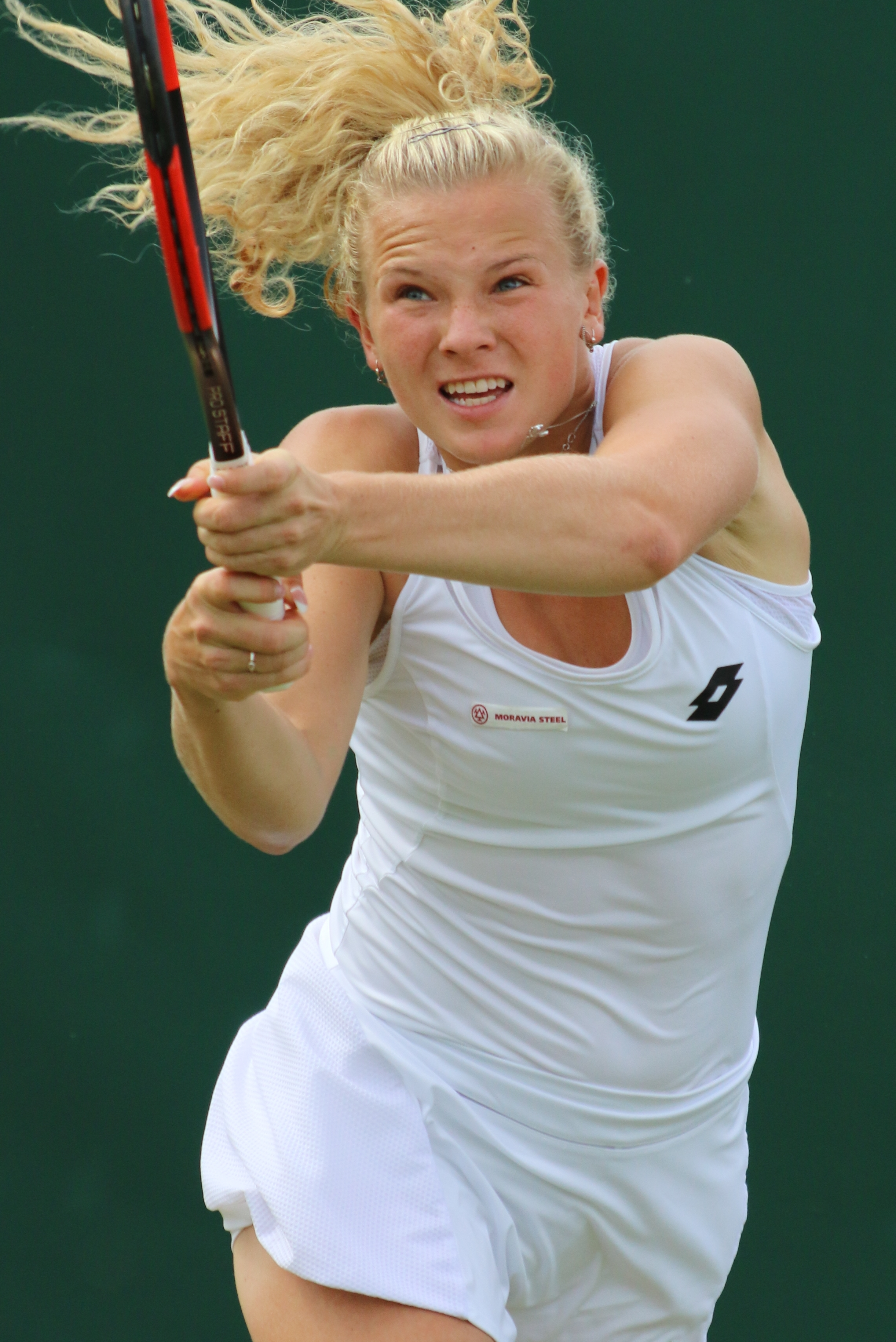
Синякова на Уимблдонском турнире 2017 года

В мае 2015 года Синякова в команде с Белиндой Бенчич выиграла парный приз турнира WTA в Праге. Там же она смогла выйти в полуфинал одиночных соревнований. В июне она вышла в четвертьфинал на траве в Бирмингеме. В октябре сыграла в парном финале турнира в Ташкенте в альянсе с Верой Душевиной. Сезон завершила в топ-50 одиночного и парного рейтинга.
2016 год для Синяковой начался на турнире в Шэньчжэне, где она добралась до четвертьфинала. В мае Синякова выиграла 100-тысячник ITF в Трнаве. На Открытом чемпионате Франции она через квалификацию прошла в основной турнир, но проиграла в первом же матче. В парном разряде прошла в полуфинал в партнёрстве с Барборой Крейчиковой. На Уимблдонском турнире чешская теннисистка впервые смогла выйти в третий раунд на Большом шлеме в одиночном разряде. В июле на грунтовом турнире в Бостаде ей удалось выйти в финал, где Синякова проиграла Лауре Зигемунд — 5:7, 1:6. На Открытом чемпионате США в парном разряде Крейчикова и Синякова добрались до 1/4 финала. В сентябре Синякова дошла до второго в сезоне финала в одиночном турнире, сыграв его в Токио. В борьбе за титул проиграла Кристине Макхейл — 6:3, 4:6, 4:6.
2017 год для Екатерины Синяковой начался с дебютного титула WTA в одиночном разряде. Она стала чемпионкой турнира в Шэньчжэне, одолев в решающем матче Алисон Риск из США — 6:3, 6:4. По ходу турнира она также смогла впервые переиграть теннисисток их топ-10 (во втором раунде № 4 в мире Симону Халеп и в полуфинале № 10 Йоханну Конту). В июле Синякова выиграла и второй титул по ходу сезона, взяв его в шведском Бостаде. В финале она одолела № 6 в мире Каролину Возняцки — 6:3, 6:4. В парном разряде по ходу сезона Синякова выступала в дуэте с Луцией Градецкой. Чешский дуэт смог пять раз дойти до финалов на турнирах WTA разного уровня, в том числе и до финала Открытого чемпионата США. Также Градецкая и Синякова отметились в начале лета выходом в полуфинал парного розыгрыша Ролан Гаррос. Эти результаты позволили Синяковой финишировать на 13-м месте парного рейтинга по итогам 2017 года.

### 2018—2019 (победа на Ролан Гаррос, Уимблдоне, Кубке Федерации и № 1 в мире в парах)

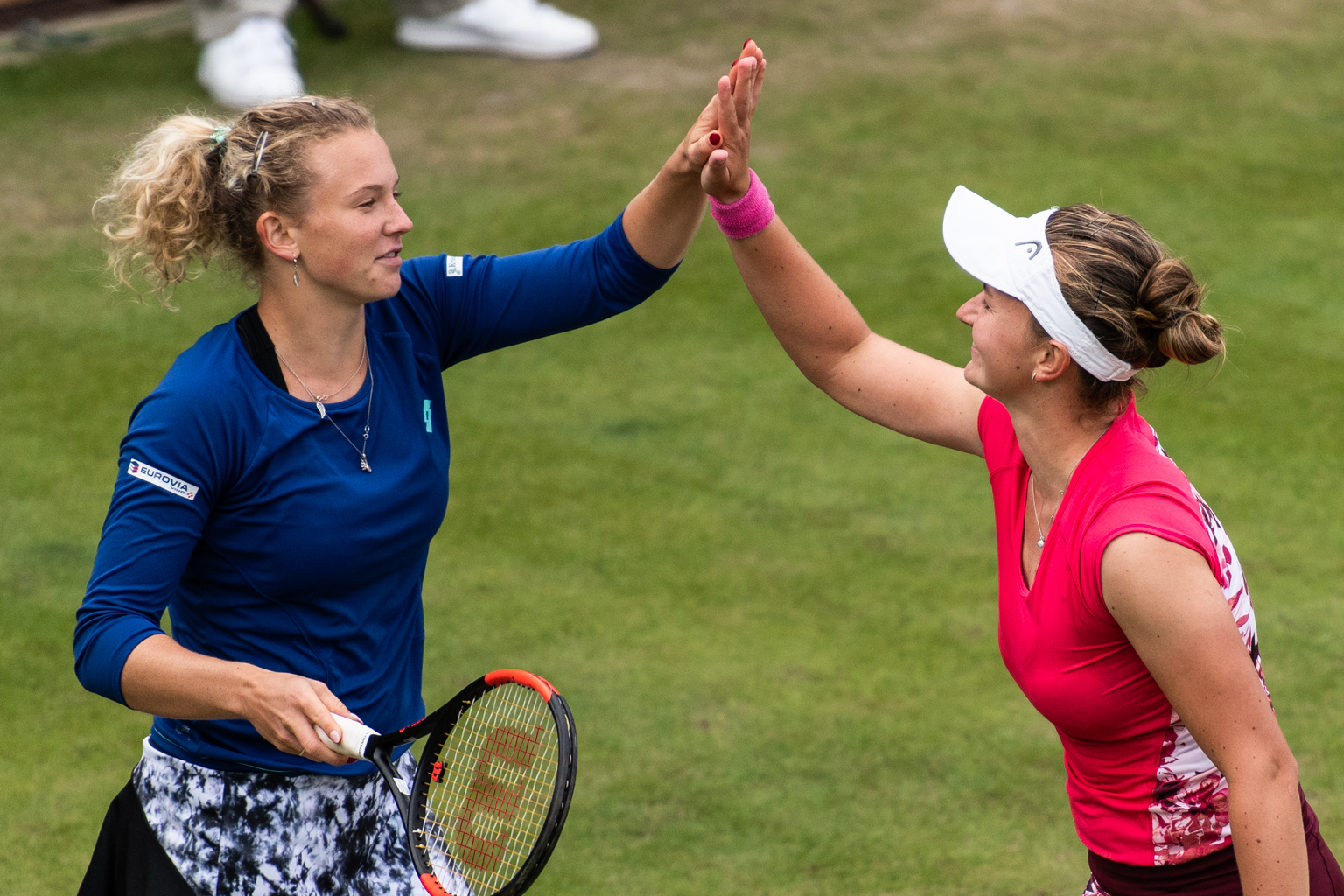
Катерина Синякова (слева) и её партнёрша Барбора Крейчикова в 2018 году

5 января 2018 года Катерина Синякова победила своего кумира Марию Шарапову на турнире в Шэньчжэне в трёх сетах и вышла в финал. Через день в борьбе за титул она проиграла Симоне Халеп — 1:6, 6:2, 0:6. Также в Шэньчжэне она достигла парного финала в партнёрстве с Барборой Крейчиковой. В начале февраля на турнире за трофей Санкт-Петербурга Синякова дошла до четвертьфинала, где уступила Кристине Младенович. На престижном турнире в Майами чешский дуэт Синякова смог дойти до парного финала. В грунтовой части сезона перед Ролан Гаррос лучшими результатами для Синяковой стали четвертьфинал в Праге и полуфинал в Нюрнберге. На Открытом чемпионате Франции она прошла в третий раунд в одиночных соревнованиях и добилась важного успеха в парном разряде. Крейчикова и Синякова сумели взять свой первый Большой шлем на грунте во Франции. Этот результат принёс Синяковой подъём на 6-е место парного рейтинга.
Следующего громкого успеха дуэт Крейчикова и Синякова добился на Уимблдонском турнире, где они завоевали второй Большой шлем подряд. После этого триумфа Синякова переместилась уже на вторую строчку парного рейтинга. Третий подряд Большой шлем Крейчикова и Синякова взять не смогли — в полуфинале их остановили Эшли Барти и Коко Вандевеге. В сентябре 2018 года Синякова прошла квалификацию на премьер-турнире в Ухане и в основной сетке обыграла Каролин Гарсию, Гарбинье Мугурусу и Кристину Младенович, благодаря чему смогла пробиться в четвертьфинал, в котором уступила Анетт Контавейт. Через неделю она также прошла в четвертьфинал на премьер турнире высшей категории в Пекине. 22 октября Синякова смогла подняться на первую строчку в мировом парном рейтинге, разделив высшую позицию со своей партнёршей по выступлениям Барборой Крейчиковой. Их дуэт в ранге лидеров парного тенниса в конце сезона выступил на Итоговом чемпионате WTA, где они дошли до финала. В борьбе за главный приз чешки проиграли паре Тимея Бабош и Кристина Младенович со счётом 4:6 5:7. Проигрыш в финале однако не повлиял на итоговое первое место в рейтинге 2018 года. В ноябре Синякова добилась ещё одной важной победы. В составе сборной Чехии она победила в Кубке Федерации. В финале против команды США Синякова сыграла два матча, в которых одержала победу, принеся очередной Кубок Федерации для Чехии и первый для себя.
В январе 2019 года Синякова в альянсе с Александрой Крунич выиграла парный приз турнира в Сиднее. На Открытом чемпионате Австралии уже в дуэте с Крейчиковой она дошла до четвертьфинала. В марте на крупном турнире в Индиан-Уэлсе Крейчикова и Синякова пробились в финал, где проиграли паре Элизе Мертенс и Арина Соболенко. В апреле — мае 2019 года Синякова участвовала на турнире в Праге, где дошла до четвертьфинала. В конце мая она вышла в полуфинал турнира в Нюрнберге. На Открытом чемпионате Франции Синякова в третьем раунде смогла обыграть первую ракетку мира Наоми Осаку (6:4, 6:2) и впервые выступила в четвёртом раунде Большого шлема в одиночках. В парном же разряде в дуэте с Крейчиковой она выбыла уже в первом раунде и потеряла лидерство в мировом парном рейтинге, опустившись на 3-ю строчку.
На Уимблдоне 2019 года Крейчикова и Синякова смогли достичь парного полуфинала. На турнире серии Премьер 5 в Торонто. На новом турнире в Бронксе Синякова смогла выйти в полуфинал одиночного разряда. Осенью с Крейчиковой был выигран один парный трофей на турнире в Линце. По итогам сезона она заняла 58-е место в одиночном и 8-е в парном рейтингах.
Открытый чемпионат Франции-2018 (1) (с Барборой Крейчиковой)
| Стадия  | Соперницы (посев)                              | Рейтинг  | Счёт           |
| 1 раунд | Вера Лапко Йоана Ралука Олару                  | 85 / 39  | 5-7 6-3 6-2    |
| 2 раунд | Татьяна Мария Хезер Уотсон                     | 140 / 74 | 6-1 2-6 7-5    |
| 3 раунд | Кики Бертенс Юханна Ларссон (9)                | 19 / 23  | 3-6 6-4 7-6(6) |
| 1/4     | Андрея Клепач Мария Хосе Мартинес Санчес (3)   | 13 / 13  | 6-3 6-3        |
| 1/2     | Андреа Сестини Главачкова Барбора Стрыцова (2) | 6 / 7    | 6-3 6-2        |
| Финал   | Макото Ниномия Эри Ходзуми                     | 41 / 65  | 6-3 6-3        |

Уимблдон-2018 (2) (с Барборой Крейчиковой)
| Стадия  | Соперницы (посев)                            | Рейтинг   | Счёт           |
| 1 раунд | Алекса Гуарачи Эрин Рутлифф (Q)              | 112 / 116 | 6-2 2-6 6-2    |
| 2 раунд | Лара Арруабаррена Аранча Парра Сантонха (PR) | 46 / 71   | 4-6 6-4 6-4    |
| 3 раунд | Луция Градецкая Се Шувэй (14)                | 48 / 17   | 6-4 6-3        |
| 1/4     | Татьяна Мария Хезер Уотсон                   | 105 / 59  | 3-6 7-6(5) 6-4 |
| 1/2     | Алиция Росольская Абигейл Спирс              | 42 / 40   | 7-5 6-4        |
| Финал   | Николь Мелихар Квета Пешке (12)              | 33 / 21   | 6-4 4-6 6-0    |

### 2020—2021 (парные победы на Ролан Гаррос, Олимпиаде и Итоговом турнире)

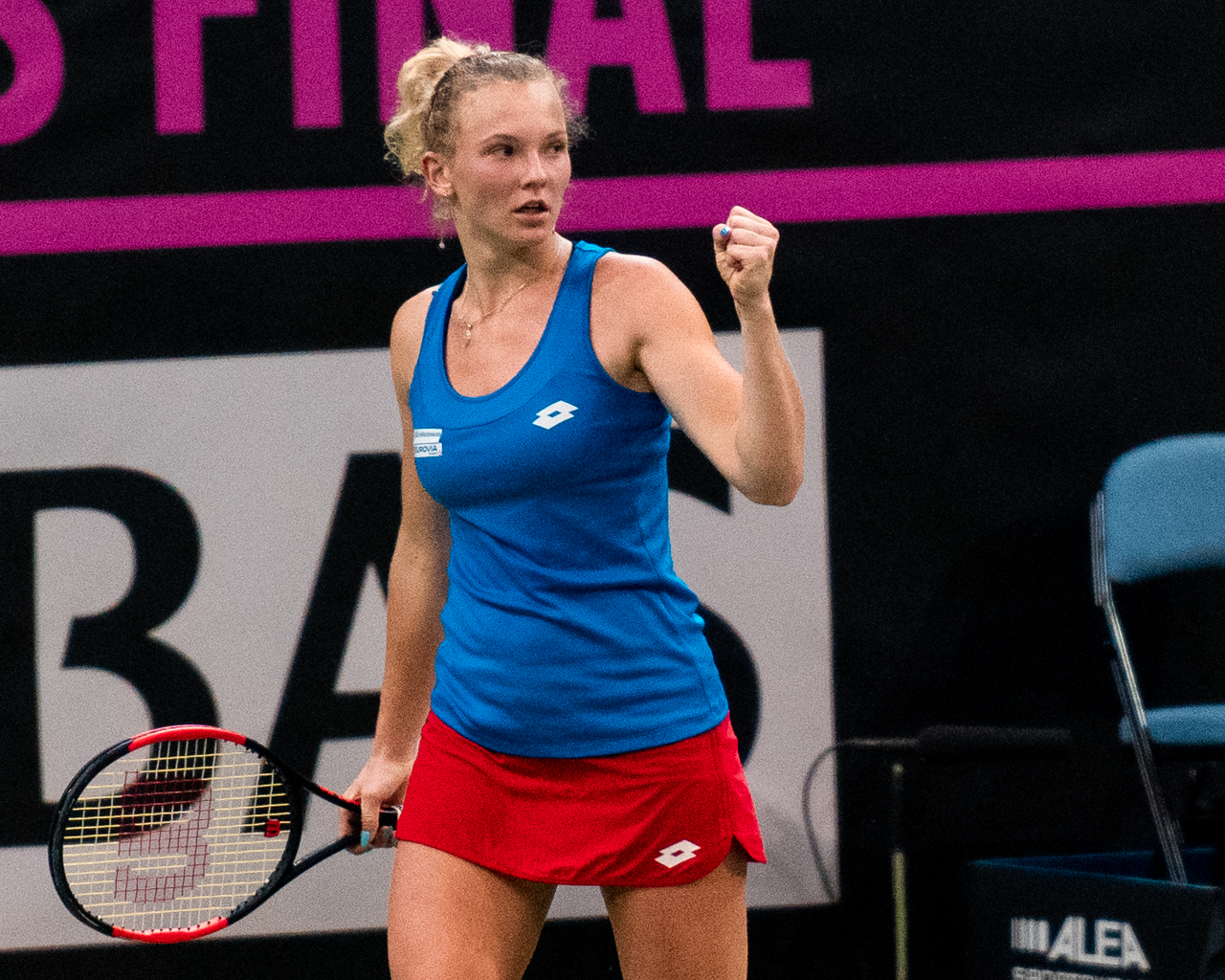
На Кубке Федерации 2020 года

В 2020 году Крейчикова и Синякова стартовали с победы на турнире в Шэньчжэне. В тот неполный сезон этот титул стал для них единственным в году. На Открытом чемпионате Австралии чешский дуэт доиграл до полуфинала, в котором они проиграли Се Шувэй и Барборе Стрыцовой. В сентябре Синякова единственный раз в году доиграла до одиночного четвертьфинала на турнире в Страсбурге. На Ролан Гаррос она смогла доиграть до третьего раунда, а в парном разряде с Крейчиковой вышла в полуфинал. В ноябре с Луцией Градецкой она сыграла в парном финале в Линце.
2021 год Крейчикова и Синякова начали с победы на турнире в Мельбурне. На Открытом чемпионате Австралии они впервые сыграли в финале, однако не смогли переиграть Элизе Мертенс и Арину Соболенко (2:6, 3:6). В апреле Синякова вышла в 1/4 финала на турнире в Стамбуле. В начале мая с Крейчиковой удалось взять парный трофей на крупном турнире в Мадриде, который стал десятым в карьере Катерины в WTA-туре. На турнире в Парме в мате второго раунда Синякова смогла обыграть титулованную американскую теннисистку Серену Уильямс (7:6, 6:2) Затем она выиграла у Каролин Гарсии (7:5, 6:1) и прошла в полуфинал, в котором уступила Кори Гауфф (5:7, 6:1, 2:6). На Открытом чемпионате Франции она вышла в третий раунд. В парном розыгрыше на Ролан Гаррос Крейчикова и Синякова смогли выиграть третий в карьере совместный титул Большого шлема (первый с 2018 года). Свою вторую победу на Ролан Гаррос они одержали уверенно, проиграв по ходу турнира лишь один сет, а в финале переиграли Бетани Маттек-Сандс и Игу Свёнтек (6:4, 6:2). После этого успеха Катерина поднялась на второе место парного рейтинга.
В июне 2021 года Синякова впервые с 2018 года смогла выйти финал в основном туре — на травяном турнире в Бад-Хомбурге, где в финале уступила в двух сетах Анжелике Кербер. На Уимблдоне она третий раз в карьере прошла в третий раунд, а в парном разряде с Крейчиковой вышла в четвертьфинал. В июле Крейчикова и Синякова смогли отпраздновать победу на Олимпиаде, которая состоялась в Токио. В финале были обыграны представительницы Швейцарии Белинда Бенчич и Виктория Голубич (7:5, 6:1). Они принесли первую в историю золотую олимпийскую медаль в теннисе для Чехии. В августе во втором раунде Премьер-турнира в Монреале Синякова обыграла теннисистку из топ-10 Гарбинью Мугурусу (6-2, 0-6, 6-3), но в третьем раунде проиграла ещё одной представительнице Испании Саре Соррибес Тормо. Затем она вышла в 1/4 финала турнира в Кливленде. В октябре она выиграла парный приз турнира в Москве, сыграв в дуэте с Еленой Остапенко. В концовке сезона Крейчикова и Синякова сыграли на Итоговом турнире и впервые в карьере смогли его выиграть. В финале они одолели пару Элизе Мертенс и Се Шувэй (6:3, 6:4). Эта победа позволила Синяковой вернуться на первую строчку парного рейтинга и завершить сезон в статусе первой ракетки мира в парах во второй раз в карьере (до этого в 2018 году).
Открытый чемпионат Франции-2021 (3) (с Барборой Крейчиковой)
| Стадия  | Соперницы (посев)                    | Рейтинг   | Счёт        |
| 1 раунд | Армони Тан Амандин Эсс (WC)          | 396 / 204 | 6-3 6-2     |
| 2 раунд | Квета Пешке Вивиан Хайзен            | 20 / 129  | 6-4 6-0     |
| 3 раунд | Габриэла Дабровски Лейла Фернандес   | 11 / 157  | 6-3 3-6 6-3 |
| 1/4     | Каролина Плишкова Кристина Плишкова  | 85 / 51   | 6-4 6-4     |
| 1/2     | Магда Линетт Бернарда Пера           | 173 / 138 | 6-1 6-2     |
| Финал   | Бетани Маттек-Сандс Ига Свёнтек (14) | 16 / 59   | 6-4 6-2     |

Олимпиада-2020 (1) (с Барборой Крейчиковой)
| Стадия  | Соперницы (посев)                       | Рейтинг   | Счёт           |
| 1 раунд | Се Юйцзе Сюй Цзеюй (Alt)                | 181 / 200 | 6-2 6-1        |
| 2 раунд | Паула Бадоса Сара Соррибес Тормо        | 261 / 72  | 6-2 5-7 [10-5] |
| 1/4     | Эшли Барти Сторм Сандерс (6)            | 36 / 41   | 3-6 6-4 [10-7] |
| 1/2     | Елена Веснина Вероника Кудерметова (PR) | 55 / 16   | 6-3 3-6 [10-6] |
| Финал   | Белинда Бенчич Виктория Голубич         | 161 / 126 | 7-5 6-1        |

### 2022—2023 (золотой карьерный Большой шлем в парах)

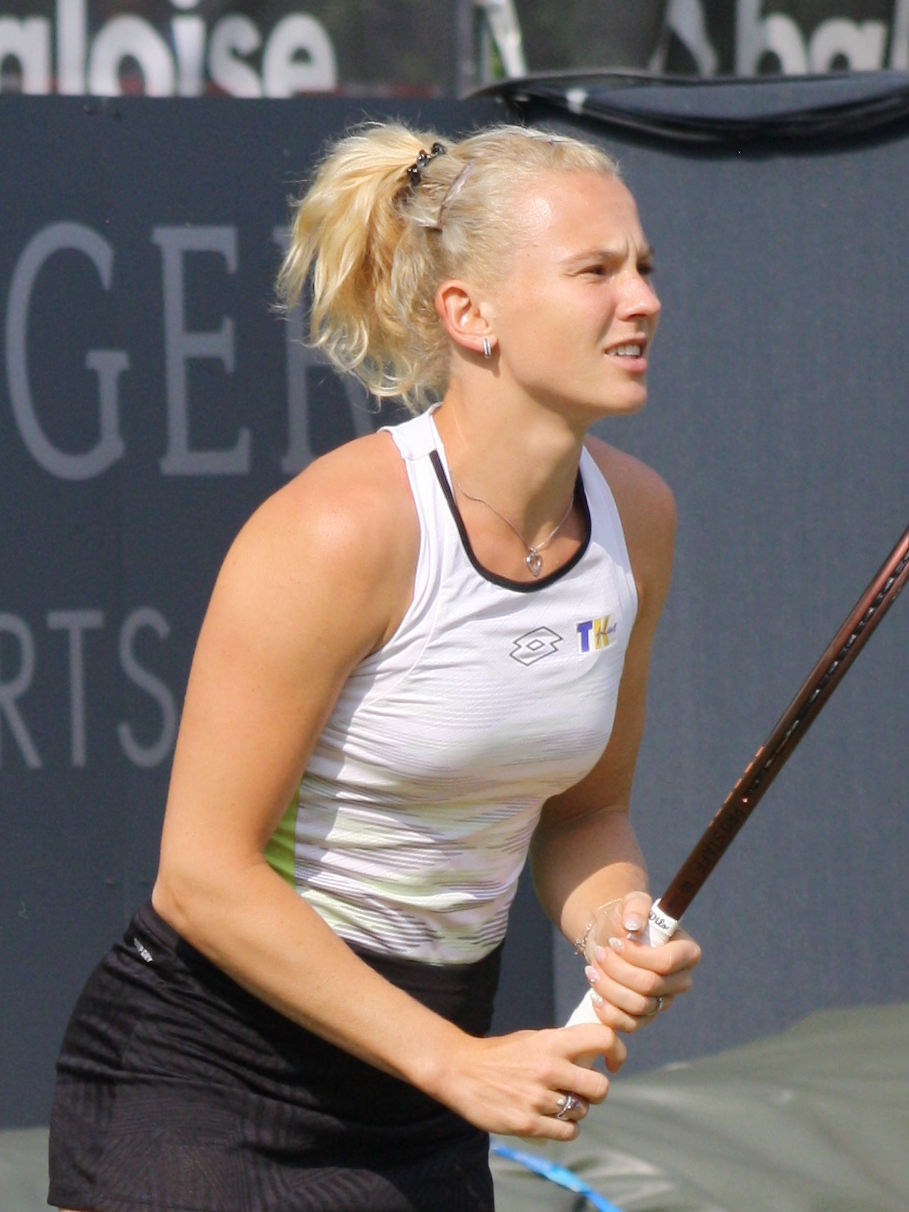
На турнире в Бад-Хомбурге 2023 года

В начале 2022 года Синякова выиграла парный трофей турнира в Мельбурне совместно с Бернардой Пера из США. На Открытом чемпионате Австралии она уже сыграла в паре с привычной партнёршей Барборой Крейчиковой. Они второй год подряд смогли доиграть до финала, не проиграв на пути ни одного сета. На это раз Крейчикова и Синякова смогли выиграть австралийский титул Большого шлема, уступив первый сет на тай-брейке дуэту Анна Данилина и Беатрис Хаддад Майя, они взяли следующие два. Это их четвёртый совместный титул. С 2018 года Крейчикова и Синякова каждый раз проходили дальше на один шаг к титулу в Австралии, начав с третьего раунда в 2018 году, на следующий год вышли в 1/4, затем в 1/2, финал и наконец в 2022 году выиграли турнир. На Открытом чемпионате Франции они не сыграли в парном разряде, после чего Синякова лишилась лидерства в парном рейтинге.
Перед Уимблдоном 2022 года Синякова выиграла парный титул турнира в Берлине в команде с Сторм Сандерс. На самом Уимблдоне уже в привычной паре с Крейчиковой удалось второй в сезоне и пятый за карьеру совместный турнир Большого шлема. Это вторая победа чешской пары на Уимблдоне (до этого в 2018 году). В финале они переиграли пару Элизе Мертенс и Чжан Шуай (6:3, 6:4). Летом в одиночном разряде Синякова вышла в 1/4 финала в Гамбурге и выиграла 100-тысячник ITF в Польше. На Открытом чемпионате США Крейчикова и Синякова смогли выиграть третий титул Большого шлема в сезоне, обыграв в финале американок Кэти Макнэлли и Тейлор Таунсенд (3:6, 7:5, 6:1). Учитывая, что они пропустили Ролан Гаррос, в этом сезоне чешский дуэт выиграл все свои матчи на Больших шлемах. Благодаря этой победе, Крейчикова и Синякова оформили «золотой карьерный Большой шлем», завоевав по ходу карьеры миниму по одному титулу на всех четырёх турнирах Большого шлема и Олимпиаде.
После триумфа в Нью-Йорке Синякова вернулась на первое место парного рейтинга. В сентябре на турнире в Портороже ей удалось выиграть третий одиночный титул WTA в карьере. В финале она обыграла Елену Рыбакину (6:7, 7:6, 6:4). В октябре Синякова выиграл 20-й парный титул в Туре, взяв его в партнёрстве с Кристиной Младенович на турнире в Монастире. На Итоговом турнире Крейчикова и Синякова вышли в финал, но в решающий момент проиграли паре Вероника Кудерметова и Элизе Мертенс — 2:6, 6:4, [9-11]. В концовке сезона она сыграла за Чехию в финальном турнире на Кубок Билли Джин Кинг, где смогла обыграть № 7 в мире Кори Гауфф (7:6, 6:1). Синякова второй год подряд завершила сезон в статусе первой ракетки мира в парном разряде.
2023 год Синякова начала с выхода в финал на турнире в Аделаиде в дуэте со Сторм Хантер. На Открытом чемпионате Австралии Крейчикова и Синякова вышли на защиту прошлогоднего титула и смогли это сделать. В финале были обыграны Сюко Аояма и Эна Сибахара (6:4, 6:3) из Японии. Эта была седьмая победа чешской пары на турнирах Большого шлема. В феврале Синякова вышла в одиночный полуфинал на турнире в Мериде. В марте произошёл ещё один парный успех — победа с Крейчиковой на крупном соревновании в Индиан-Уэлсе. Летом Синякова выиграла в одиночном разряде титул на турнире в Бад-Хомбурге, где в финале нанесла поражение Лючии Бронцетти из Италии (6:2, 7:6). За неделю до этого она сыграла в парном финале турнира в Берлине в альянсе с Маркетой Вондроушовой. Неудачи на Больших шлемах в парном разряде повлияли на потерю рейтинговых очков и после Открытого чемпионат США Синякова покинула первую строчку парного рейтинга, пробыв на ней 52 недели подряд. После парной победы в сентябре на турнире в Сан-Диего вместе в с Крейчиковой, она вновь поднялась на первое место в рейтинге, однако продержалась на вершине всего неделю. На турнире в Нинбо Синякова вышла в четвертьфинал. Затем она провела удачную серию, выйдя в два одиночных финала подряд. В Гонконге она проиграла в решающем матче Лейле Фернандес (6:3, 4:6, 4:6), а затем на турнире в Наньчане уже смогла выиграть у соотечественницы Марии Боузковой (1:6, 7:6, 7:6). Этот титул стал для неё пятым в карьере в WTA-туре.
Открытый чемпионат Австралии-2022 (4) (с Барборой Крейчиковой)
| Стадия  | Соперницы (посев)                        | Рейтинг   | Счёт           |
| 1 раунд | Лесли Паттинама Керкхове Арина Родионова | 83 / 66   | 6-0 6-2        |
| 2 раунд | Моника Адамчак Хань Синьюнь (PR)         | 440 / 197 | 6-3 6-3        |
| 3 раунд | Даниэль Коллинз Дезире Кравчик           | 493 / 16  | 6-4 6-4        |
| 1/4     | Кэролайн Доулхайд Сторм Сандерс (9)      | 26 / 27   | 6-2 7-6(3)     |
| 1/2     | Вероника Кудерметова Элизе Мертенс (3)   | 13 / 4    | 6-2 6-3        |
| Финал   | Анна Данилина Беатрис Хаддад Майя        | 53 / 150  | 6-7(3) 6-4 6-4 |

Уимблдон-2022 (5) (с Барборой Крейчиковой)
| Стадия  | Соперницы (посев)                        | Рейтинг   | Счёт           |
| 1 раунд | Эликсан Лешемия Нурия Паррисас Диас      | 106 / 352 | 6-1 6-1        |
| 2 раунд | Анетт Контавейт Шелби Роджерс            | 334 / 89  | 7-6(8) 6-3     |
| 3 раунд | Сара Соррибес Тормо Кирстен Флипкенс     | 49 / 62   | 7-6(2) 6-4     |
| 1/4     | Николь Мелихар-Мартинес Эллен Перес (10) | 37 / 46   | 1-6 7-6(2) 6-2 |
| 1/2     | Людмила Киченок Елена Остапенко (4)      | 19 / 16   | 6-2 6-2        |
| Финал   | Элизе Мертенс Чжан Шуай (1)              | 1 / 4     | 6-2 6-4        |

Открытый чемпионат США-2022 (6) (с Барборой Крейчиковой)
| Стадия  | Соперницы (посев)                        | Рейтинг  | Счёт           |
| 1 раунд | Моника Никулеску Елена-Габриэла Русе     | 36 / 57  | 6-3 1-6 6-3    |
| 2 раунд | Ана Богдан Сабрина Сантамария            | 570 / 87 | 6-2 6-2        |
| 3 раунд | Сюко Аояма Чжань Хаоцин (15)             | 15 / 51  | 6-2 6-0        |
| 1/4     | Габриэла Дабровски Гильяна Ольмос (5)    | 8 / 12   | 6-3 6-7(4) 6-3 |
| 1/2     | Николь Мелихар-Мартинес Эллен Перес (10) | 17 / 26  | 6-3 6-7(4) 6-3 |
| Финал   | Кэти Макнэлли Тейлор Таунсенд            | 22 / 103 | 3-6 7-5 6-1    |

Открытый чемпионат Австралии-2023 (7) (с Барборой Крейчиковой)
| Стадия  | Соперницы (посев)                       | Рейтинг   | Счёт        |
| 1 раунд | Кэтрин Харрисон Ульрикке Эйкери         | 73 / 44   | 6-2 3-6 6-2 |
| 2 раунд | Алисон Риск-Амритрадж Линда Фрухвиртова | 469 / 379 | 6-2 6-2     |
| 3 раунд | Оксана Калашникова Алисия Паркс         | 66 / 67   | 6-0 6-3     |
| 1/4     | Дезире Кравчик Деми Схюрс (6)           | 16 / 18   | 6-2 6-3     |
| 1/2     | Марта Костюк Елена-Габриэла Русе        | 38 / 89   | 6-2 6-2     |
| Финал   | Сюко Аояма Эна Сибахара (10)            | 25 / 23   | 6-4 6-3     |

### 2024 год
В 2024-м году совместные выступления Крейчиковой и Синяковой заметно сократились.. Чешки сыграли вместе пражский турнир и Олимпиаду и в протуре больше не сотрудничали. Катерина пробовала в том сезоне два долгосрочных партнёрства: сначала со Сторм Хантер, но австралийка быстра выбыла из строя из-за тяжёлой травмы, а затем с Тейлор Таунсенд. Сезон с Хантер принёс титул в Дубае, финал в Индиан-Уэлсе и полуфинал на Открытом чемпионате Австралии. Грунтовый сезон Катерина ограничила двумя турнирами — в Риме, где сыграла с Таунсенд, и в Париже, где показал результат альянс с Кори Гауфф. Чешка и американка проиграли за шесть матчей лишь сет, а в финале справились с Жасмин Паолини и Сарой Эррани. Травяной сезон принёс титул на Уимблдоне: пара с Таунсенд была испытана более серьёзными соперницами, чем пара с Гауфф, но уступила за шесть матчей чемпионата лишь два сета, а в финале переиграла Габриэлу Дабровски и Эрин Рутлифф. Концовка сезона принесла финал Итогового и два полуфинала — на Открытом чемпионате США и в Ухане.
В августе Синякова выиграла золотую медаль в соревнованиях среди смешанных пар на Олимпиаде, выступая вместе с Томашем Махачем. В финале чехи справились с Ван Синьюй и Чжан Чжичжэнем.
Открытый чемпионат Франции-2024 (8) (с Кори Гауфф)
| Стадия  | Соперницы (посев)                    | Рейтинг | Счёт        |
| 1 раунд | Анна Данилина Сюй Ифань              | 57 / 50 | 6-3 6-0     |
| 2 раунд | Мириам Колодзиёва Анна Сискова (Alt) | 75 / 78 | 6-1 6-2     |
| 3 раунд | Ван Синьюй Эна Сибахара (10)         | 16 / 24 | 6-4 6-4     |
| 1/4     | Мию Като Надежда Киченок (16)        | 37 / 46 | 6-0 6-2     |
| 1/2     | Кэролайн Доулхайд Дезире Кравчик (8) | 23 / 14 | 5-7 6-4 6-2 |
| Финал   | Жасмин Паолини Сара Эррани (11)      | 26 / 28 | 7-6(5) 6-3  |

Уимблдон-2024 (9) (с Тейлор Таунсенд)
| Стадия  | Соперницы (посев)                    | Рейтинг  | Счёт          |
| 1 раунд | Ребека Масарова Линда Носкова        | 197 / 79 | 6-3 7-6(5)    |
| 2 раунд | Оливия Гадецки Эликсан Лешемия (Alt) | 75 / 80  | 6-4 2-6 6-1   |
| 3 раунд | Эна Сибахара Лейла Фернандес         | 27 / 62  | 6-2 7-6(3)    |
| 1/4     | Людмила Киченок Елена Остапенко (9)  | 15 / 17  | 6-1 6-3       |
| 1/2     | Элизе Мертенс Се Шувэй (1)           | 1 / 2    | 3-6 6-4 6-4   |
| Финал   | Габриэла Дабровски Эрин Рутлифф (2)  | 4 / 3    | 7-6(5) 7-6(1) |

Олимпиада-2024 (с Томашом Махачем)
| Стадия  | Соперницы (посев)                      | Счёт           |
| 1 раунд | Лаура Зигемунд Александр Зверев (1)    | 6-4 7-5        |
| 2 раунд | Эна Сибахара Кэй Нисикори (PR)         | 7-5 6-2        |
| 1/2     | Габриэла Дабровски Феликс Оже-Альяссим | 6-3 6-3        |
| Финал   | Ван Синьюй Чжан Чжичжэнь (Alt)         | 6-2 5-7 [10-8] |

Одиночный год вновь удалось завершить в первой полусотне. Получилось добиться двух полуфиналов — в Кливленде и Гуанчжоу. Несколько раз Катерина пересекалась с игроками Top10 и дважды была сильнее — в Дохе переиграв Кори Гауфф, а в Берлине — Чжэн Циньвэнь. Катарский турнир же стал единственным из крупнейших стартов сезона, где чешка пробралась в третий раунд.

### 2025 год
Через год чуть просели одиночные результаты — Синякова часто проигрывала уже в первом матче, но смогла единожды — в Клуж-Напоке — выбраться в полуфинал. При этом получилось зацепить победу в матчах против игроков Top10: на Уимблдоне была обыграна Чжэн Циньвэнь. В парах вновь был результативен альянс с Таунсенд: девушки выиграли Открытый чемпионат Австралии и турнир в Дубае, сыграли в полуфиналах в Индиан-Уэлсе, Майами и на Уимблдоне. При этом американка пропустила почти весь грунтовый сезон из-за проблем со здоровьем. На британском же турнире был выигран второй крупный турнир в миксте: удачно проявила себя команда с Семом Вербеком. Чешка и нидерландец проиграли за пять матчей приза лишь сет, а в финале справились с Луизой Стефани и Джо Солсбери.

## Итоговое место в рейтинге WTA по годам
| Год  | Одиночный рейтинг | Парный рейтинг |
| 2024 | 46                | 1              |
| 2023 | 45                | 10             |
| 2022 | 47                | 1              |
| 2021 | 49                | 1              |
| 2020 | 64                | 8              |
| 2019 | 58                | 7              |
| 2018 | 31                | 1              |
| 2017 | 49                | 13             |
| 2016 | 49                | 35             |
| 2015 | 108               | 58             |
| 2014 | 74                | 86             |
| 2013 | 211               | 348            |
| 2012 | 1 068             | 1 083          |

## Выступления на турнирах

### Финалы турнировWTAв одиночном разряде (10)

#### Победы (5)
| Легенда:                                     |
| -------------------------------------------- |
| Турниры Большого шлема (0+10+1)*             |
| Олимпиада (0+1+1)                            |
| Итоговый турнир WTA (0+1)                    |
| Premier Mandatory / WTA 1000 Mandatory (0+2) |
| Premier 5 / WTA 1000 (0+3)                   |
| Premier / WTA 500 (0+5)                      |
| International / WTA 250 (5+8)                |

| Титулы по покрытиям | Титулы по месту проведения матчей турнира |
| ------------------- | ----------------------------------------- |
| Хард (3+20)*        | Зал (0+3)                                 |
| Грунт (1+6+1)       | Зал (0+3)                                 |
| Трава (1+4+1)       | Открытый воздух (5+27+2)                  |
| Ковёр (0)           | Открытый воздух (5+27+2)                  |

* количество побед в одиночном разряде + количество побед в парном разряде + количество побед в миксте.
| №  | Дата             | Турнир                            | Покрытие | Соперница в финале | Счёт              |
| 1. | 7 января 2017    | Шэньчжэнь, Китай                  | Хард     | Алисон Риск        | 6-3 6-4           |
| 2. | 30 июля 2017     | Бостад, Швеция                    | Грунт    | Каролина Возняцки  | 6-3 6-4           |
| 3. | 18 сентября 2022 | Порторож, Словения                | Хард     | Елена Рыбакина     | 6-7(4) 7-6(5) 6-4 |
| 4. | 1 июля 2023      | Бад-Хомбург-фор-дер-Хёэ, Германия | Трава    | Лючия Бронцетти    | 6-2 7-6(5)        |
| 5. | 22 октября 2023  | Наньчан, Китай                    | Хард     | Мария Боузкова     | 1-6 7-6(5) 7-6(4) |

#### Поражения (5)
| №  | Дата             | Турнир                            | Покрытие | Соперница в финале | Счёт        |
| 1. | 24 июля 2016     | Бостад, Швеция                    | Грунт    | Лаура Зигемунд     | 5-7 1-6     |
| 2. | 18 сентября 2016 | Токио, Япония                     | Хард     | Кристина Макхейл   | 6-3 4-6 4-6 |
| 3. | 6 января 2018    | Шэньчжэнь, Китай                  | Хард     | Симона Халеп       | 1-6 6-2 0-6 |
| 4. | 26 июня 2021     | Бад-Хомбург-фор-дер-Хёэ, Германия | Трава    | Анжелика Кербер    | 3-6 2-6     |
| 5. | 15 октября 2023  | Гонконг                           | Хард     | Лейла Фернандес    | 6-3 4-6 4-6 |

### Финалы турнировWTA 125иITFв одиночном разряде (11)

#### Победы (10)
| Легенда:                    |
| --------------------------- |
| WTA 125 (2+1)*              |
| 100.000 USD (2)             |
| 80.000 (75.000)** USD (0)   |
| 60.000 (50.000)** USD (1)   |
| 25.000 USD (4+3)            |
| 15.000 (10.000)** USD (1+1) |

** призовой фонд до 2017 года
| Титулы по покрытиям | Титулы по месту проведения матчей турнира |
| ------------------- | ----------------------------------------- |
| Хард (3+1)*         | Зал (3+1)                                 |
| Грунт (4+4)         | Зал (3+1)                                 |
| Трава (0)           | Открытый воздух (6+4)                     |
| Ковёр (2)           | Открытый воздух (6+4)                     |

* количество побед в одиночном разряде + количество побед в парном разряде.
| №   | Дата            | Турнир                      | Покрытие    | Соперница в финале   | Счёт           |
| 1.  | 10 марта 2013   | Фрауэнфельд, Швейцария      | Ковёр (зал) | Катинка фон Дайхманн | 6-3 4-6 6-4    |
| 2.  | 18 августа 2013 | Мидделкерке, Бельгия        | Хард        | Катерина Ванькова    | 6-1 6-3        |
| 3.  | 6 октября 2013  | Будапешт, Венгрия           | Грунт       | Альберта Брианти     | 3-6 6-2 6-1    |
| 4.  | 17 ноября 2013  | Завада, Польша              | Ковёр (зал) | Нина Цандер          | 6-1 6-3        |
| 5.  | 1 июня 2014     | Марибор, Словения           | Грунт       | Ивонн Нойвирт        | 6-1 7-5        |
| 6.  | 2 ноября 2014   | Нант, Франция               | Хард (зал)  | Онс Жабёр            | 7-5 6-2        |
| 7.  | 15 мая 2016     | Трнава, Словакия            | Грунт       | Анастасия Севастова  | 7-6(4) 5-7 6-0 |
| 8.  | 7 августа 2022  | Гродзиск-Мазовецкий, Польша | Хард        | Магда Линетт         | 6-4 6-1        |
| 9.  | 5 мая 2024      | Льейда, Испания             | Хард        | Маяр Шериф           | 6-4 4-6 6-3    |
| 10. | 3 августа 2025  | Варшава, Польша             | Хард        | Виктория Голубич     | 6-1 6-2        |

#### Поражения (1)
| №  | Дата            | Турнир     | Покрытие | Соперница в финале | Счёт        |
| 1. | 13 декабря 2020 | Дубай, ОАЭ | Хард     | Сорана Кырстя      | 6-4 3-6 3-6 |

### Финалы турниров Большого шлема в парном разряде (12)

#### Победы (10)
| №   | Год  | Турнир                           | Покрытие | Партнёрша          | Соперницы в финале                | Счёт           |
| 1.  | 2018 | Открытый чемпионат Франции       | Грунт    | Барбора Крейчикова | Макото Ниномия Эри Ходзуми        | 6-3 6-3        |
| 2.  | 2018 | Уимблдон                         | Трава    | Барбора Крейчикова | Николь Мелихар Квета Пешке        | 6-4 4-6 6-0    |
| 3.  | 2021 | Открытый чемпионат Франции (2)   | Грунт    | Барбора Крейчикова | Бетани Маттек-Сандс Ига Свёнтек   | 6-4 6-2        |
| 4.  | 2022 | Открытый чемпионат Австралии     | Хард     | Барбора Крейчикова | Беатрис Хаддад Майя Анна Данилина | 6-7(3) 6-4 6-4 |
| 5.  | 2022 | Уимблдон (2)                     | Трава    | Барбора Крейчикова | Элизе Мертенс Чжан Шуай           | 6-2 6-4        |
| 6.  | 2022 | Открытый чемпионат США           | Хард     | Барбора Крейчикова | Кэти Макнэлли Тейлор Таунсенд     | 3-6 7-5 6-1    |
| 7.  | 2023 | Открытый чемпионат Австралии (2) | Хард     | Барбора Крейчикова | Сюко Аояма Эна Сибахара           | 6-4 6-3        |
| 8.  | 2024 | Открытый чемпионат Франции (3)   | Грунт    | Кори Гауфф         | Жасмин Паолини Сара Эррани        | 7-6(5) 6-3     |
| 9.  | 2024 | Уимблдон (3)                     | Трава    | Тейлор Таунсенд    | Габриэла Дабровски Эрин Рутлифф   | 7-6(5) 7-6(1)  |
| 10. | 2025 | Открытый чемпионат Австралии (3) | Хард     | Тейлор Таунсенд    | Елена Остапенко Се Шувэй          | 6-2 6-7(4) 6-3 |

#### Поражения (2)
| №  | Год  | Турнир                       | Покрытие | Партнёрша          | Соперницы в финале            | Счёт    |
| 1. | 2017 | Открытый чемпионат США       | Хард     | Луция Градецкая    | Мартина Хингис Чжань Юнжань   | 3-6 2-6 |
| 2. | 2021 | Открытый чемпионат Австралии | Хард     | Барбора Крейчикова | Элизе Мертенс Арина Соболенко | 2-6 3-6 |

### Финалы Итогового турнираWTAв парном разряде (4)

#### Победа (1)
| №  | Год  | Турнир               | Покрытие | Партнёрша          | Соперница в финале     | Счёт    |
| 1. | 2021 | Гвадалахара, Мексика | Хард     | Барбора Крейчикова | Элизе Мертенс Се Шувэй | 6-3 6-4 |

#### Поражения (3)
| №  | Год  | Место                      | Покрытие   | Партнёрша          | Соперницы в финале                 | Счёт           |
| 1. | 2018 | Сингапур                   | Хард (зал) | Барбора Крейчикова | Тимея Бабош Кристина Младенович    | 4-6 5-7        |
| 2. | 2022 | Форт-Уэрт, США             | Хард (зал) | Барбора Крейчикова | Вероника Кудерметова Элизе Мертенс | 2-6 6-4 [9-11] |
| 3. | 2024 | Эр-Рияд, Саудовская Аравия | Хард (зал) | Тейлор Таунсенд    | Габриэла Дабровски Эрин Рутлифф    | 5-7 3-6        |

### Финалы Олимпийских турниров в женском парном разряде (1)

#### Победа (1)
| №  | Год  | Турнир        | Покрытие | Партнёрша          | Соперницы в финале              | Счёт    |
| 1. | 2021 | Токио, Япония | Хард     | Барбора Крейчикова | Белинда Бенчич Виктория Голубич | 7-5 6-1 |

### Финалы турнировWTAв парном разряде (48)

#### Победы (30)
| №   | Дата             | Турнир                           | Покрытие   | Партнёрша           | Соперницы в финале                   | Счёт              |
| 1.  | 13 сентября 2014 | Ташкент, Узбекистан              | Хард       | Александра Крунич   | Маргарита Гаспарян Александра Панова | 6-2 6-1           |
| 2.  | 2 мая 2015       | Прага, Чехия                     | Грунт      | Белинда Бенчич      | Катерина Бондаренко Ева Грдинова     | 6-2 6-2           |
| 3.  | 10 июня 2018     | Открытый чемпионат Франции       | Грунт      | Барбора Крейчикова  | Макото Ниномия Эри Ходзуми           | 6-3 6-3           |
| 4.  | 14 июля 2018     | Уимблдон                         | Трава      | Барбора Крейчикова  | Николь Мелихар Квета Пешке           | 6-4 4-6 6-0       |
| 5.  | 12 января 2019   | Сидней, Австралия                | Хард       | Александра Крунич   | Алиция Росольская Эри Ходзуми        | 6-1 7-6(3)        |
| 6.  | 11 августа 2019  | Торонто, Канада                  | Хард       | Барбора Крейчикова  | Анна-Лена Грёнефельд Деми Схюрс      | 7-5 6-0           |
| 7.  | 13 октября 2019  | Линц, Австрия                    | Хард (зал) | Барбора Крейчикова  | Ксения Кнолль Барбара Хаас           | 6-4 6-3           |
| 8.  | 11 января 2020   | Шэньчжэнь, Китай                 | Хард       | Барбора Крейчикова  | Дуань Инъин Чжэн Сайсай              | 6-2 3-6 [10-4]    |
| 9.  | 7 февраля 2021   | Мельбурн, Австралия              | Хард       | Барбора Крейчикова  | Чжань Юнжань Чжань Хаоцин            | 6-3 7-6(4)        |
| 10. | 8 мая 2021       | Мадрид, Испания                  | Грунт      | Барбора Крейчикова  | Габриэла Дабровски Деми Схюрс        | 6-4 6-3           |
| 11. | 13 июня 2021     | Открытый чемпионат Франции (2)   | Грунт      | Барбора Крейчикова  | Бетани Маттек-Сандс Ига Свёнтек      | 6-4 6-2           |
| 12. | 1 августа 2021   | Олимпиада                        | Хард       | Барбора Крейчикова  | Белинда Бенчич Виктория Голубич      | 7-5 6-1           |
| 13. | 23 октября 2021  | Москва, Россия                   | Хард (зал) | Елена Остапенко     | Надежда Киченок Йоана Ралука Олару   | 6-2 4-6 [10-8]    |
| 14. | 14 ноября 2021   | Итоговый турнир WTA              | Хард       | Барбора Крейчикова  | Элизе Мертенс Се Шувэй               | 6-3 6-4           |
| 15. | 9 января 2022    | Мельбурн, Австралия (2)          | Хард       | Бернарда Пера       | Тереза Мартинцова Маяр Шериф         | 6-2 6-7(7) [10-5] |
| 16. | 30 января 2022   | Открытый чемпионат Австралии     | Хард       | Барбора Крейчикова  | Беатрис Хаддад Майя Анна Данилина    | 6-7(3) 6-4 6-4    |
| 17. | 19 июня 2022     | Берлин, Германия                 | Трава      | Сторм Сандерс       | Ализе Корне Джил Тайхман             | 6-4 6-3           |
| 18. | 10 июля 2022     | Уимблдон (2)                     | Трава      | Барбора Крейчикова  | Элизе Мертенс Чжан Шуай              | 6-2 6-4           |
| 19. | 11 сентября 2022 | Открытый чемпионат США           | Хард       | Барбора Крейчикова  | Кэти Макнэлли Тейлор Таунсенд        | 3-6 7-5 6-1       |
| 20. | 9 октября 2022   | Монастир, Тунис                  | Хард       | Кристина Младенович | Мию Като Анжела Куликов              | 6-2 6-0           |
| 21. | 29 января 2023   | Открытый чемпионат Австралии (2) | Хард       | Барбора Крейчикова  | Сюко Аояма Эна Сибахара              | 6-4 6-3           |
| 22. | 18 марта 2023    | Индиан-Уэлс, США                 | Хард       | Барбора Крейчикова  | Беатрис Хаддад Майя Лаура Зигемунд   | 6-1 6-7(3) [10-7] |
| 23. | 16 сентября 2023 | Сан-Диего, США                   | Хард       | Барбора Крейчикова  | Коко Вандевеге Даниэль Коллинз       | 6-1 6-4           |
| 24. | 24 февраля 2024  | Дубай, ОАЭ                       | Хард       | Сторм Хантер        | Николь Мелихар-Мартинес Эллен Перес  | 6-4 6-2           |
| 25. | 9 июня 2024      | Открытый чемпионат Франции (3)   | Грунт      | Кори Гауфф          | Жасмин Паолини Сара Эррани           | 7-6(5) 6-3        |
| 26. | 13 июля 2024     | Уимблдон (3)                     | Трава      | Тейлор Таунсенд     | Габриэла Дабровски Эрин Рутлифф      | 7-6(5) 7-6(1)     |
| 27. | 26 июля 2024     | Прага, Чехия (2)                 | Грунт      | Барбора Крейчикова  | Бетани Маттек-Сандс Луция Шафаржова  | 6-3 6-3           |
| 28. | 27 октября 2024  | Гуанчжоу, Китай                  | Хард       | Чжан Шуай           | Катажина Питер Фанни Штоллар         | 6-4 6-1           |
| 29. | 26 января 2025   | Открытый чемпионат Австралии (3) | Хард       | Тейлор Таунсенд     | Елена Остапенко Се Шувэй             | 6-2 6-7(4) 6-3    |
| 30. | 22 февраля 2025  | Дубай, ОАЭ (2)                   | Хард       | Тейлор Таунсенд     | Елена Остапенко Се Шувэй             | 7-6(5) 6-4        |

#### Поражения (18)
| №   | Дата             | Турнир                       | Покрытие   | Партнёрша           | Соперницы в финале                     | Счёт              |
| 1.  | 3 августа 2014   | Станфорд, США                | Хард       | Паула Каня          | Гарбинье Мугуруса Карла Суарес Наварро | 2-6 6-4 [5-10]    |
| 2.  | 3 октября 2015   | Ташкент, Узбекистан          | Хард       | Вера Душевина       | Маргарита Гаспарян Александра Панова   | 1-6 6-3 [3-10]    |
| 3.  | 5 февраля 2017   | Тайбэй, Тайвань              | Хард (зал) | Луция Градецкая     | Чжань Хаоцин Чжань Юнжань              | 4-6 2-6           |
| 4.  | 18 марта 2017    | Индиан-Уэлс, США             | Хард       | Луция Градецкая     | Мартина Хингис Чжань Юнжань            | 6-7(4) 2-6        |
| 5.  | 9 апреля 2017    | Чарлстон, США                | Грунт      | Луция Градецкая     | Бетани Маттек-Сандс Луция Шафаржова    | 1-6 6-4 [7-10]    |
| 6.  | 5 мая 2017       | Прага, Чехия                 | Грунт      | Луция Градецкая     | Анна-Лена Грёнефельд Квета Пешке       | 4-6 6-7(3)        |
| 7.  | 10 сентября 2017 | Открытый чемпионат США       | Хард       | Луция Градецкая     | Мартина Хингис Чжань Юнжань            | 3-6 2-6           |
| 8.  | 6 января 2018    | Шэньчжэнь, Китай             | Хард       | Барбора Крейчикова  | Ирина-Камелия Бегу Симона Халеп        | 6-1 1-6 [8-10]    |
| 9.  | 1 апреля 2018    | Майами, США                  | Хард       | Барбора Крейчикова  | Эшли Барти Коко Вандевеге              | 2-6 1-6           |
| 10. | 28 октября 2018  | Финал тура WTA               | Хард (зал) | Барбора Крейчикова  | Тимея Бабош Кристина Младенович        | 4-6 5-7           |
| 11. | 16 марта 2019    | Индиан-Уэлс, США (2)         | Хард       | Барбора Крейчикова  | Элизе Мертенс Арина Соболенко          | 3-6 2-6           |
| 12. | 15 ноября 2020   | Линц, Австрия                | Хард (зал) | Луция Градецкая     | Тамара Зиданшек Аранча Рус             | 3-6 4-6           |
| 13. | 19 февраля 2021  | Открытый чемпионат Австралии | Хард       | Барбора Крейчикова  | Элизе Мертенс Арина Соболенко          | 2-6 3-6           |
| 14. | 6 ноября 2022    | Итоговый турнир WTA (2)      | Хард (зал) | Барбора Крейчикова  | Вероника Кудерметова Элизе Мертенс     | 2-6 6-4 [9-11]    |
| 15. | 7 января 2023    | Аделаида, Австралия          | Хард       | Сторм Хантер        | Эйжа Мухаммад Тейлор Таунсенд          | 2-6 6-7(2)        |
| 16. | 25 июня 2023     | Берлин, Германия             | Трава      | Маркета Вондроушова | Каролин Гарсия Луиза Стефани           | 6-4 6-7(8) [4-10] |
| 17. | 16 марта 2024    | Индиан-Уэлс, США (3)         | Хард       | Сторм Хантер        | Элизе Мертенс Се Шувэй                 | 3-6 4-6           |
| 18. | 9 ноября 2024    | Итоговый турнир WTA (3)      | Хард (зал) | Тейлор Таунсенд     | Габриэла Дабровски Эрин Рутлифф        | 5-7 3-6           |

### Финалы турнировWTA 125иITFв парном разряде (8)

#### Победы (5)
| №  | Дата            | Турнир                   | Покрытие   | Партнёрша          | Соперницы в финале                     | Счёт           |
| 1. | 16 июня 2012    | Яблонец-над-Нисоу, Чехия | Грунт      | Виктория Кан       | Мартина Борецкая Петра Крейсова        | 6-4 6-3        |
| 2. | 22 июня 2013    | Ленцерхайде, Швейцария   | Грунт      | Белинда Бенчич     | Вероника Кудерметова Диана Марцинкевич | 6-0 6-2        |
| 3. | 10 августа 2013 | Хехинген, Германия       | Грунт      | Барбора Крейчикова | Лаура-Йоана Андрей Лора Торп           | 6-1 6-4        |
| 4. | 1 июня 2014     | Марибор, Словения        | Грунт      | Барбора Крейчикова | Синди Бургер Даниэла Сегель            | 6-0 6-1        |
| 5. | 9 ноября 2014   | Лимож, Франция           | Хард (зал) | Рената Ворачова    | Тимея Бабош Кристина Младенович        | 2-6 6-2 [10-5] |

#### Поражения (3)
| №  | Дата           | Турнир                 | Покрытие   | Партнёрша          | Соперницы в финале               | Счёт               |
| 1. | 3 августа 2013 | Бад-Заульгау, Германия | Грунт      | Барбора Крейчикова | Лаура-Йоана Андрей Елена Богдан  | 7-6(11) 4-6 [8-10] |
| 2. | 23 ноября 2013 | Шарм-эш-Шейх, Египет   | Грунт      | Анна Моргина       | Кристина Барруа Тимея Бачински   | 7-6(5) 0-6 [4-10]  |
| 3. | 8 ноября 2015  | Нант, Франция          | Хард (зал) | Рената Ворачова    | Ленка Кунчикова Каролина Стухлая | 4-6 2-6            |

### Финалы турниров Большого шлема в смешанном парном разряде (1)

#### Победа (1)
| №  | Год  | Турнир              | Покрытие | Партнёрша  | Соперники в финале         | Счёт          |
| 1. | 2025 | Уимблдонский турнир | Трава    | Сем Вербек | Джо Солсбери Луиза Стефани | 7-6(3) 7-6(3) |

### Финалы Олимпийских турниров в смешанном парном разряде (1)

#### Победа (1)
| №  | Год  | Турнир         | Покрытие | Партнёр     | Соперники в финале       | Счёт           |
| 1. | 2024 | Париж, Франция | Грунт    | Томаш Махач | Ван Синьюй Чжан Чжичжэнь | 6-2 5-7 [10-8] |

### Финалы командных турниров (1)

#### Победы (1)
| №  | Год  | Турнир          | Команда                                    | Соперник в финале                         | Счёт |
| 1. | 2018 | Кубок Федерации | Чехия Б.Крейчикова, К.Синякова, Б.Стрыцова | США С.Кенин, Д.Коллинз, Н.Мелихар, А.Риск | 3-0  |

## История выступлений на турнирах
По состоянию на 11 августа 2025 года
Для того, чтобы предотвратить неразбериху и удваивание счета, информация в этой таблице корректируется только по окончании участия там данного игрока.
| Турнир                       | 2015          | 2016          | 2017          | 2018          | 2019          | 2020          | 2021          | 2022          | 2023          | 2024  | 2025  | Итог    | В/П за карьеру |
| ---------------------------- | ------------- | ------------- | ------------- | ------------- | ------------- | ------------- | ------------- | ------------- | ------------- | ----- | ----- | ------- | -------------- |
| Турниры Большого шлема       |               |               |               |               |               |               |               |               |               |       |       |         |                |
| Открытый чемпионат Австралии | 1Р            | 1Р            | 1Р            | 3Р            | 1/4           | 1/2           | Ф             | П             | П             | 1/2   | П     | 3 / 11  | 36-8           |
| Открытый чемпионат Франции   | 3Р            | 1/2           | 1/2           | П             | 1Р            | 1/2           | П             | -             | 1Р            | П     | 1/4   | 3 / 10  | 35-7           |
| Уимблдонский турнир          | 2Р            | 1Р            | 3Р            | П             | 1/2           | НП            | 1/4           | П             | -             | П     | 1/2   | 3 / 9   | 30-6           |
| Открытый чемпионат США       | 1Р            | 1/4           | Ф             | 1/2           | 1Р            | 2Р            | 1Р            | П             | 2Р            | 1/2   |       | 1 / 10  | 23-9           |
| Итог                         | 0 / 4         | 0 / 4         | 0 / 4         | 2 / 4         | 0 / 4         | 0 / 3         | 1 / 4         | 3 / 3         | 1 / 3         | 2 / 4 | 1 / 3 | 10 / 40 |                |
| В/П в сезоне                 | 3-4           | 7-4           | 11-4          | 18-2          | 7-4           | 9-3           | 12-3          | 18-0          | 7-2           | 19-2  | 13-2  |         | 124-30         |
| Олимпийские игры             |               |               |               |               |               |               |               |               |               |       |       |         |                |
| Летняя олимпиада             | НП            | -             | Не проводился | Не проводился | Не проводился | Не проводился | П             | НП            | НП            | 1/4   | НП    | 1 / 2   | 7-1            |
| Итоговые турниры             |               |               |               |               |               |               |               |               |               |       |       |         |                |
| Итоговый турнир WTA          | -             | -             | -             | Ф             | Гр            | НП            | П             | Ф             | Гр            | Ф     |       | 1 / 6   | 17-7           |
| Турниры WTA 1000             |               |               |               |               |               |               |               |               |               |       |       |         |                |
| Доха                         | ОС            | 1Р            | ОС            | 1/2           | ОС            | 1/2           | ОС            | 1/4           | ОС            | -     | -     | 0 / 4   | 6-4            |
| Дубай                        | 2Р            | ОС            | 1Р            | ОС            | 1/4           | ОС            | 1/4           | ОС            | -             | П     | П     | 2 / 6   | 10-4           |
| Индиан-Уэлс                  | -             | 1Р            | Ф             | 2Р            | Ф             | НП            | 1/4           | 1Р            | П             | Ф     | 1/2   | 1 / 9   | 23-8           |
| Майами                       | 1Р            | 1Р            | 1Р            | Ф             | 1Р            | НП            | 2Р            | -             | -             | -     | 1/2   | 0 / 7   | 8-7            |
| Мадрид                       | -             | 2Р            | 1/4           | 2Р            | 1/4           | НП            | П             | 2Р            | -             | -     | -     | 1 / 6   | 10-5           |
| Рим                          | -             | -             | 1/4           | 1Р            | 1/2           | 1/4           | 1/4           | -             | -             | 1/4   | 1Р    | 0 / 7   | 9-7            |
| Торонто / Монреаль           | -             | -             | 1Р            | 2Р            | П             | НП            | -             | -             | 2Р            | -     | -     | 1 / 4   | 3-3            |
| Нью-Йорк / Цинциннати        | -             | -             | 1Р            | 1/4           | 1/4           | 1Р            | 1/2           | 2Р            | 1/4           | 1/4   |       | 0 / 8   | 5-8            |
| Пекин                        | -             | 2Р            | 1/4           | 2Р            | 2Р            | Не проводился | Не проводился | Не проводился | 2Р            | 1Р    |       | 0 / 6   | 5-6            |
| Гвадалахара                  | Не проводился | Не проводился | Не проводился | Не проводился | Не проводился | Не проводился | Не проводился | 1/2           | -             | ОС    | ОС    | 0 / 1   | 2-1            |
| Ухань                        | -             | 1/4           | 2Р            | 1Р            | 1Р            | Не проводился | Не проводился | Не проводился | Не проводился | 1/2   |       | 0 / 5   | 6-5            |
| Итог                         | 0 / 2         | 0 / 6         | 0 / 9         | 0 / 9         | 1 / 9         | 0 / 3         | 1 / 6         | 0 / 5         | 1 / 4         | 1 / 6 | 1 / 4 | 5 / 67  |                |
| В/П в сезоне                 | 1-2           | 4-6           | 11-9          | 11-9          | 13-8          | 4-3           | 11-5          | 4-5           | 4-3           | 14-5  | 9-3   |         | 87-62          |

| Турнир                       | 2016  | 2017          | 2018          | 2022          | 2023          | 2024  | 2025  | Итог   | В/П за карьеру |
| ---------------------------- | ----- | ------------- | ------------- | ------------- | ------------- | ----- | ----- | ------ | -------------- |
| Турниры Большого шлема       |       |               |               |               |               |       |       |        |                |
| Открытый чемпионат Австралии | -     | 2Р            | -             | 1Р            | -             | -     | 1Р    | 0 / 3  | 1-2            |
| Открытый чемпионат Франции   | -     | -             | 1Р            | -             | -             | 1Р    | 1Р    | 0 / 3  | 0-3            |
| Уимблдонский турнир          | 2Р    | -             | -             | -             | -             | -     | П     | 1 / 2  | 6-1            |
| Открытый чемпионат США       | -     | -             | -             | -             | 1Р            | 2Р    |       | 0 / 2  | 1-2            |
| Итог                         | 0 / 1 | 0 / 1         | 0 / 1         | 0 / 1         | 0 / 1         | 0 / 2 | 0 / 3 | 0 / 10 |                |
| В/П в сезоне                 | 1-1   | 1-0           | 0-1           | 0-1           | 0-1           | 1-2   | 5-2   |        | 8-8            |
| Олимпийские игры             |       |               |               |               |               |       |       |        |                |
| Летняя олимпиада             | -     | Не проводился | Не проводился | Не проводился | Не проводился | П     | НП    | 1 / 1  | 4-0            |

## История личных встреч
| Соперница          | Все матчи | Финалы |                   |
| ------------------ | --------- | ------ | ----------------- |
| Симона Халеп       | 0-0       | 0-0    | юниорские турниры |
| Симона Халеп       | 1-3       | 0-1    | взрослые турниры  |
| Кори Гауфф         | 0-0       | 0-0    | юниорские турниры |
| Кори Гауфф         | 2-5       | 0-0    | взрослые турниры  |
| Тейлор Таунсенд    | 0-0       | 0-0    | юниорские турниры |
| Тейлор Таунсенд    | 1-0       | 0-0    | взрослые турниры  |
| Барбора Крейчикова | 0-1       | 0-1    | юниорские турниры |
| Барбора Крейчикова | 0-1       | 0-0    | взрослые турниры  |
| Наоми Осака        | 0-0       | 0-0    | юниорские турниры |
| Наоми Осака        | 1-2       | 0-0    | взрослые турниры  |